# Tercera Federación - Grupo XI 2022-23
La temporada 2022-23 del Grupo XI de la Tercera Federación de fútbol comenzó el 11 de septiembre de 2022 y finalizó el 23 de abril de 2023. Posteriormente se disputa la promoción de ascenso entre el 30 de abril y el 21 de mayo en su fase territorial, y para finalizar en su fase nacional entre el 28 de mayo y el 4 de junio. Durante esta campaña es el quinto nivel de las Ligas de fútbol de España para los clubes de Islas Baleares, por debajo de la Segunda Federación y por encima de las ligas preferentes de Ibiza-Formentera, Mallorca y Menorca. Se trata de la segunda edición después de la reestructuración de las categorías no profesionales por parte de la RFEF.

## Sistema de competición
Participan dieciséis clubes en un único grupo. Se enfrentan todos contra todos en dos ocasiones -una en campo propio y otra en campo contrario- durante un total de 30 jornadas. El orden de los encuentros se decide por sorteo antes de empezar la competición. La Federación de Fútbol de las Islas Baleares es la responsable de designar las fechas de los partidos y los árbitros de cada encuentro, reservando al equipo local la potestad de fijar el horario exacto de cada encuentro.
Una vez finalizada la competición, el primer clasificado asciende directamente a Segunda Federación y se proclama campeón de Tercera Federación.
Los clasificados entre el segundo y el quinto lugar disputan un Play Off territorial en formato de eliminatorias a doble partido de ida y vuelta. En caso de empate el vencedor de la eliminatoria es el equipo mejor clasificado. El equipo vencedor de este Play Off se clasifica a la Promoción de ascenso a Segunda Federación que tiene carácter de final interterritorial.
Los tres últimos clasificados descendían directamente a las ligas preferentes de Ibiza-Formentera, Mallorca o Menorca; pero en el mes de mayo y una vez finalizada la temporada se anunció el acuerdo de la ampliación de la categoría, pasando de dieciséis a dieciocho equipos en cada uno de los grupos de Tercera Federación. En el mes de junio la RFEF lo confirmó en una circular, anunciando que las dos plazas vacantes deben ser propuestas por las federaciones territoriales y aprobadas por la RFEF, amparándose en los artículos 119 y 217 del Reglamento General en los que se da prioridad a los equipos que hayan ocupado puestos de descenso en esta categoría.

## Ascensos y descensos
| Pos. | Ascendidos a 2.ª Federación |
| ---- | --------------------------- |
| 1º   | R. C. D. Mallorca "B"       |

| Pos. | Descendidos de 2.ª División RFEF |
| ---- | -------------------------------- |
| 14.º | C. E. Andratx                    |

| Pos.  | Ascendidos de Ligas Preferentes |
| ----- | ------------------------------- |
| 1º MA | F. C. Inter Manacor             |
| 2º MA | C. E. Sant Jordi                |
| 2º IF | S. E. Penya Independent         |

| Pos. | Descendidos a Ligas Preferentes |
| ---- | ------------------------------- |
| 14.º | Inter Ibiza C. D.               |
| 15.º | U. D. Rotlet Molinar            |
| 16.º | Ibiza Sant Rafel F. C.          |
| 17.º | C. E. Campos                    |
| 18.º | C. D. Felanich                  |
| 19.º | C. D. Serverense                |
| 20.º | C. D. Murense                   |
| 21.º | U. D. Son Verí                  |

## Equipos

### Listado de equipos
| Equipo                  | Localidad                            | Estadio                  | Capacidad |
| ----------------------- | ------------------------------------ | ------------------------ | --------- |
| C. D. Andrach           | Andrach                              | Sa Plana                 | 600       |
| C. D. Binisalem         | Binisalem                            | Miquel Pons              | 2.000     |
| U. D. Collerense        | Palma de Mallorca                    | Ca Na Paulina            | 1.000     |
| C. D. Constancia        | Inca                                 | Nuevo Campo de Inca      | 10.000    |
| F. C. Inter Manacor     | Manacor                              | Na Capellera             | 4.000     |
| C. D. Llosetense        | Lloseta                              | Es Puig                  | 2.000     |
| C. D. Manacor           | Manacor                              | Na Capellera             | 4.000     |
| C. E. Mercadal          | Mercadal                             | San Martí                | 1.000     |
| S. E. Penya Independent | San Miguel de Balansat               | Camp Municipal           |           |
| C. F. Playas de Calviá  | Calviá                               | Polideportivo de Magaluf | 3.500     |
| U. D. Poblense          | La Puebla                            | Nuevo Campo              | 8.000     |
| S. D. Portmany          | San Antonio Abad                     | Municipal de San Antonio | 890       |
| C. D. Santañí           | Santañí                              | Municipal de Santañí     | 4.000     |
| C. D. Sant Jordi        | San Jorge (Palma de Mallorca)        | Municipal de Sant Jordi  |           |
| P. E. Sant Jordi        | Sant Jordi de ses Salines (San José) | Kiko Serra               | 1.000     |
| C. F. Sóller            | Sóller                               | Camp d'en Maiol          | 1.500     |

| Andrach Binisalem Collerense Constancia Inter Llosetense Manacor Mercadal Poblense Portmany Penya Ind. Pl. Calviá Santañí Sant Jordi Sóller |

## Clasificación
| Pos. | Equipo                      | Pts. | PJ | G  | E  | P  | GF | GC | Dif. |                                                       |
| ---- | --------------------------- | ---- | -- | -- | -- | -- | -- | -- | ---- | ----------------------------------------------------- |
| 1    | C. E. Andratx (A, C)        | 60   | 30 | 18 | 6  | 6  | 67 | 20 | +47  | Ascenso a Segunda Federación y Copa del Rey           |
| 2    | C. D. Manacor               | 60   | 30 | 17 | 9  | 4  | 51 | 26 | +25  | Play-Offs Ascenso a Segunda Federación y Copa del Rey |
| 3    | S. E. Penya Independent (A) | 59   | 30 | 17 | 8  | 5  | 51 | 23 | +28  | Play-Offs Ascenso a Segunda Federación y Copa RFEF    |
| 4    | U. D. Poblense              | 56   | 30 | 15 | 11 | 4  | 58 | 25 | +33  | Play-Offs Ascenso a Segunda Federación                |
| 5    | C. D. Santañí               | 52   | 30 | 15 | 7  | 8  | 40 | 32 | +8   | Play-Offs Ascenso a Segunda Federación                |
| 6    | C. E. Constància            | 48   | 30 | 12 | 12 | 6  | 47 | 33 | +14  |                                                       |
| 7    | C. D. Llosetense            | 47   | 30 | 13 | 8  | 9  | 41 | 34 | +7   |                                                       |
| 8    | C. F. Platges de Calvià     | 46   | 30 | 13 | 7  | 10 | 35 | 30 | +5   |                                                       |
| 9    | C. E. Mercadal              | 40   | 30 | 12 | 4  | 14 | 33 | 33 | 0    |                                                       |
| 10   | S. D. Portmany              | 39   | 30 | 10 | 9  | 11 | 32 | 35 | −3   |                                                       |
| 11   | C. D. Binissalem            | 37   | 30 | 9  | 10 | 11 | 33 | 45 | −12  |                                                       |
| 12   | U. D. Collerense            | 33   | 30 | 7  | 12 | 11 | 33 | 44 | −11  |                                                       |
| 13   | F. C. Inter Manacor         | 29   | 30 | 8  | 5  | 17 | 29 | 50 | −21  |                                                       |
| 14   | P. E. Sant Jordi (D)        | 25   | 30 | 6  | 7  | 17 | 41 | 52 | −11  | Descenso a Preferente                                 |
| 15   | C. F. Sóller                | 19   | 30 | 4  | 7  | 19 | 19 | 61 | −42  |                                                       |
| 16   | C. D. Sant Jordi (D)        | 6    | 30 | 0  | 6  | 24 | 27 | 94 | −67  | Descenso a Preferente                                 |

Actualizado a los partidos jugados el 23 de abril de 2023.
 Fuente: Resultados Fútbol

## Resultados
| Local \ Visitante       | AND | BIN | COL | CON | INT | LLO | MAN | MER | PEN | PLA | POB | POR | SAN | SNJ | STJ | SOL |
| ----------------------- | --- | --- | --- | --- | --- | --- | --- | --- | --- | --- | --- | --- | --- | --- | --- | --- |
| C. E. Andratx           | —   | 2–1 | 1–0 | 1–1 | 3–0 | 0–0 | 1–0 | 2–0 | 1–2 | 1–2 | 4–0 | 0–0 | 5–0 | 3–0 | 5–2 | 7–0 |
| C. D. Binissalem        | 1–3 | —   | 1–1 | 1–1 | 0–1 | 2–2 | 1–1 | 2–1 | 2–0 | 0–0 | 0–1 | 2–0 | 1–2 | 2–2 | 2–0 | 2–0 |
| U. D. Collerense        | 0–3 | 1–2 | —   | 1–1 | 4–2 | 1–3 | 1–1 | 1–2 | 0–1 | 1–0 | 1–1 | 1–0 | 3–1 | 4–2 | 1–0 | 1–1 |
| C. E. Constància        | 1–0 | 2–2 | 2–2 | —   | 2–0 | 2–3 | 2–2 | 3–0 | 0–2 | 2–0 | 1–1 | 2–0 | 0–1 | 5–0 | 2–0 | 4–1 |
| F. C. Inter Manacor     | 1–0 | 2–0 | 1–1 | 0–2 | —   | 1–2 | 0–2 | 1–0 | 1–2 | 2–3 | 0–0 | 1–1 | 0–1 | 3–1 | 2–2 | 3–1 |
| C. D. Llosetense        | 1–0 | 3–0 | 1–1 | 1–1 | 1–2 | —   | 0–1 | 0–2 | 0–0 | 3–2 | 2–0 | 0–0 | 1–1 | 3–1 | 2–1 | 0–1 |
| C. D. Manacor           | 0–4 | 3–0 | 3–2 | 4–0 | 3–0 | 1–0 | —   | 1–0 | 1–1 | 2–0 | 0–4 | 1–1 | 1–2 | 6–2 | 3–2 | 5–0 |
| C. E. Mercadal          | 2–1 | 0–1 | 1–1 | 1–1 | 2–0 | 0–2 | 0–0 | —   | 0–1 | 1–1 | 0–3 | 6–1 | 1–0 | 3–0 | 2–1 | 3–0 |
| S. E. Penya Independent | 1–2 | 4–1 | 3–0 | 0–1 | 1–0 | 2–2 | 1–2 | 2–0 | —   | 1–1 | 2–2 | 1–0 | 2–1 | 2–0 | 2–2 | 5–0 |
| C. F. Platges de Calvià | 0–0 | 1–2 | 1–0 | 1–1 | 3–0 | 2–1 | 0–3 | 1–0 | 0–0 | —   | 2–0 | 2–0 | 1–2 | 2–1 | 3–2 | 0–1 |
| U. D. Poblense          | 2–2 | 4–0 | 5–0 | 1–0 | 3–0 | 5–1 | 0–0 | 3–0 | 1–1 | 0–0 | —   | 3–1 | 1–0 | 8–0 | 2–2 | 1–0 |
| S. D. Portmany          | 0–0 | 5–1 | 1–1 | 1–2 | 2–1 | 2–1 | 1–1 | 2–0 | 0–1 | 0–1 | 0–2 | —   | 3–3 | 3–0 | 1–0 | 1–0 |
| C. D. Santañí           | 0–5 | 0–0 | 0–0 | 2–0 | 3–1 | 0–2 | 0–1 | 1–0 | 1–0 | 2–0 | 3–1 | 0–0 | —   | 4–0 | 2–0 | 1–1 |
| C. D. Sant Jordi        | 1–3 | 1–2 | 2–2 | 2–2 | 2–2 | 0–1 | 1–2 | 0–3 | 0–4 | 1–5 | 2–2 | 1–2 | 2–5 | —   | 2–4 | 1–1 |
| P. E. Sant Jordi        | 0–2 | 1–1 | 2–0 | 2–2 | 3–1 | 2–0 | 0–1 | 0–1 | 1–3 | 0–1 | 1–1 | 1–3 | 0–2 | 5–0 | —   | 2–0 |
| C. F. Sóller            | 2–6 | 1–1 | 0–1 | 1–2 | 0–1 | 1–3 | 0–0 | 1–2 | 1–4 | 1–0 | 0–1 | 0–1 | 0–0 | 1–0 | 3–3 | —   |

## Play Off de Ascenso a Segunda Federación
|  | Semifinales                     | Semifinales                     | Semifinales                     |   |               | Final                   | Final                   | Final                   |  |
|  | 30 de abril y 7 de mayo de 2023 | 30 de abril y 7 de mayo de 2023 | 30 de abril y 7 de mayo de 2023 |   |               | 14 y 21 de mayo de 2023 | 14 y 21 de mayo de 2023 | 14 y 21 de mayo de 2023 |  |
|  |                                 |                                 |                                 |   |               |                         |                         |                         |  |
|  |                                 |                                 |                                 |   |               |                         |                         |                         |  |
|  | C. D. Manacor                   | 0                               | 1                               |   |               |                         |                         |                         |  |
|  | C. D. Manacor                   | 0                               | 1                               |   |               |                         |                         |                         |  |
|  | C. D. Santañí                   | 1                               | 1                               |   |               |                         |                         |                         |  |
|  | C. D. Santañí                   | 1                               | 1                               |   | C. D. Santañí | 2                       | 0                       |                         |  |
|  |                                 |                                 |                                 |   | C. D. Santañí | 2                       | 0                       |                         |  |
|  |                                 |                                 | S. E. Penya Independent         | 1 | 1             |                         |                         |                         |  |
|  | S. E. Penya Independent         | 3                               | S. E. Penya Independent         | 1 | 1             | 1                       |                         |                         |  |
|  | S. E. Penya Independent         | 3                               |                                 |   |               | 1                       |                         |                         |  |
|  | U. D. Poblense                  | 2                               | 1                               |   |               |                         |                         |                         |  |
|  | U. D. Poblense                  | 2                               | 1                               |   |               |                         |                         |                         |  |
|  |                                 |                                 |                                 |   |               |                         |                         |                         |  |

## Clasificado a la Copa del Rey
| Bandera de las Islas Baleares | Bandera de las Islas Baleares |
| C. D. Andrach                 |                               |
| 1.º Puesto                    | 2.º Puesto                    |

Nota: Hay posibilidad de que el subcampeón se clasifique a la Copa del Rey si no es un equipo filial.